# Манін Віталій Серафимович
Віталій Серафимович Манін (рос. Виталий Серафимович Манин; 26 лютого 1929 — 22 квітня 2016) — російський історик і теоретик мистецтва, педагог і музейний робітник; доктор мистецтвознавства, професор, заслужений діяч мистецтв Російської Федерації.
Є автором більше п'ятдесяти книг і близько ста статей з історії мистецтва, зокрема досліджень «Куїнджі», «Шишкін», «Куїнджі і його школа», «Татлін», «Мистецтво в резервації», «Немистецтво як мистецтво», «Шедеври російського мистецтва», «Російський живопис XIX століття», «Російський живопис XX століття» (3 томи), «L'Art russe» (1900–1935) тощо. До серії «Сучасні російські живописці» увійшли монографії автора, присвячені художникам Соломіну, Звєрькову, Жилінському, Полієнку, Щербакову, Калініну, Сидорову, Теліну, Захарову, Попкову, Мизнікову, Неменському, Харлову, братам Ткачовим.
Роботи опубліковані в Росії, Німеччині, Франції, Іспанії, Бельгії, Японії та інших країнах.